# 立花忠茂
立花 忠茂（たちばな ただしげ）は、江戸時代前期の大名。筑後柳河藩の第2代藩主。立花直次の四男で、立花宗茂の甥で養嗣子。初名は貞之で、諱は忠之、忠貞、忠茂。剃髪して好雪と号す。

## 生涯
慶長17年7月7日（1612年8月3日）、立花直次の4男として誕生。母は筑紫広門の娘・永雲院。生まれたその日に実子がいなかった伯父宗茂の養嗣子となった。
元和8年（1622年）12月27日、11歳の元服の時、江戸幕府第2代将軍徳川秀忠の殿上において加冠し、偏諱を授かって忠茂と改め、左文字の刀を賜った。
将軍の相伴衆として江戸に詰めていた養父に代わり、寛永6年（1629年）頃には事実上藩政を司るようになった。同年正月5日、従五位下・左近将監に叙された。翌年11月3日頃に永井尚政の娘・長子姫との婚儀が行われている
寛永11年（1634年）、大御所秀忠の上洛に扈従。
寛永14年（1637年）4月3日、所領を相続。11月に島原の乱が勃発すると出陣。12月18日に上使板倉重昌の配下で原城攻めの寄せ手に加わり、19日払暁、鍋島勢が抜け駆けをして西の松山を奪取しようと突撃をかけたので、これに呼応して忠茂勢も西の丸の堀際まで深く攻め入ったが、板倉の再三の引き揚げ命令を受けて退いた。翌寛永15年1月1日（1638年2月14日）の総攻撃の際には、浜側の寄せ手に加わっていて戦闘には参加しなかった。2月11日、一揆勢の夜襲があったがこれを撃退。2月27日、最後の総攻撃の前日にまた鍋島勢が抜け駆けをして戦闘を開始したので、忠茂もこれに加わり、三の丸を奪取して本丸に火をかけた。28日の総攻撃では忠茂自ら詰の丸（本丸）に突入して落城させた。
寛永15年（1638年）、宗茂の致仕により正式に家督を継いで柳河藩の第2代藩主となり、藩政の安定に努めた。寛永17年（1640年）7月18日、将軍家光より延寿国時の刀を賜る。寛永18年（1641年）正月、従四位下に叙される。寛永19年（1642年）5月、柳川城の改修のために（特別に）暇をもらう。
寛永21年（1644年）4月18日、将軍家光の上意により、仙台藩2代藩主伊達忠宗の長女・鍋姫と結婚した。
正保3年（1646年）に永興寺（現在の福岡県みやま市）に東照宮を勧請した。
将軍家綱の代になり、明暦3年（1657年）12月に侍従に叙され、万治3年（1660年）12月に飛騨守に改める。この頃、義弟にあたる仙台藩第3代藩主・伊達綱宗が引き起こした伊達騒動では、親類として鎮静化に大きく関与した。
寛文4年（1664年）閏5月7日に致仕し、四男・鑑虎に家督を譲って隠居。隠居後は好雪と号す。
延宝3年9月19日（1675年11月6日）に死去。享年64。江戸小石川の徳雲寺に葬られた。法号は別峯院殿忠巌好雪大居士。

## 官職履歴
- 寛永6年1月5日（1629年） - 従五位下左近将監に叙任。（後水尾天皇口宣案）
- 寛永17年12月29日（1640年） - 従四位下左近将監に昇任。（明正天皇口宣案）
- 明暦3年12月27日（1657年） - 侍従に叙任。（後西天皇口宣案）
- 万治3年12月28日（1660年） - 飛騨守に転任。

## 系譜
- 父：立花直次（1572-1617）
- 母：永雲院
- 養父：立花宗茂（1569-1643）
- 正室：長姫 - 永井尚政の娘
  - 長男 - 早世
- 継室：鍋姫（1623-1680）、法雲院 - 徳川秀忠の養女、伊達忠宗の娘
  - 次男：千熊丸（1645-1646） - 早世
  - 四男：立花鑑虎（1646-1702）
  - 六男：立花茂辰（1648-1678）
  - 七男：矢嶋茂堅（1649-？） - 家臣矢嶋主水俊行養子
  - 四女：久姫（1652-1653）
  - 八男：立花貞晟（1660-1720）
  - 八女：呂久姫（1662-1708）、心空院 - 立花鑑虎の養女、黒田綱政正室
- 側室：光行氏
  - 三男：立花茂虎（1644-1701）
- 側室：佐々木氏
  - 九男：矢嶋虎重 - 家臣矢嶋石見行和養子
- 生母不明の子女
  - 女子
  - 女子
  - 三女：娘 - 小野真俊室
  - 女子
  - 五男：輝千代
  - 五女：久満姫（熊姫） - 永井尚房正室
  - 六女：娘 - 由布惟長室
  - 七女：娘 - 立花鎮俊室
  - 女子